# كيت ريد (كاتبة)
كيت ريد (بالإنجليزية: Kit Reed)‏‏ (7 يونيو 1932 في سان دييغو - 24 سبتمبر 2017 في مقاطعة لوس أنجلوس) روائية، وكاتبة خيال علمي، وكاتِبة من الولايات المتحدة.

## الجوائز
- زمالة غوغنهايم

## روابط خارجية
- كيت ريد على موقع IMDb (الإنجليزية)